# Ваупшасов, Станислав Алексеевич
Станисла́в Алексе́евич Ваупша́сов (лит. Stanislovas Vaupšas; 27 июля 1899 — 19 ноября 1976) — советский разведчик и партизан, Герой Советского Союза (5.11.1944). Полковник (1949).

## Биография
В РККА с 1918. В Гражданскую войну участвовал в боях на Западном фронте.
В 1920—1924 годах находился на подпольной работе по линии активной разведки в Западной Белоруссии (на территории Польши).
В 1927 году окончил Курсы комсостава РККА. С 1927 года находился на административной работе в Москве.
С 1930 года работал в органах ГПУ БССР, был начальником участка на строительстве канала Москва — Волга.
В 1937—1939 годах участвовал в Гражданской войне в Испании как старший советник при штабе 14-го партизанского корпуса республиканской армии по разведывательно-диверсионным операциям (под псевдонимами «Шаров» и «товарищ Альфред»), выполнял разведзадания в тылу франкистских войск. После поражения республиканцев, рискуя жизнью, вывез архивы республики.
С 1939 — в центральном аппарате НКВД СССР. Во время советско-финской войны участвовал в формировании разведывательно-диверсионных групп. В 1940—1941 годах под оперативным псевдонимом «Яков» был разведчиком-нелегалом в Финляндии и Швеции. После возвращения в СССР был направлен в распоряжение Особой группы — 2-го Отдела НКВД СССР.
С сентября 1941 года — командир батальона ОМСБОНа НКВД СССР, принимал участие в битве под Москвой.
В марте 1942 года возглавил заброшенный в немецкий тыл партизанский отряд из 30 человек «Местные» под псевдонимом «Градов». Отряд перешёл линию фронта и после более чем 1000-километрового похода прибыл к месту действия в Минской области. Бессменный командир отряда до июля 1944 года, на момент его соединения с Красной Армией в отряде было более 700 бойцов. За это время отряд под его командованием уничтожил свыше 14 тысяч немецких солдат и предателей Родины, совершил 57 крупных диверсий (из них 42 – в Минске), пустил под откос 187 железнодорожных эшелонов. Им было организовано несколько попыток уничтожения германского генерального комиссара Белоруссии Вильгельма Кубе.
В 1945 году работал в центральном аппарате НКГБ в Москве. В августе 1945 участвовал в боевых операциях против Японии, затем был начальником оперативной группы НКГБ по очистке тыла от агентуры противника в Маньчжурии.
С декабря 1946 года — начальник разведотдела МГБ Литовской ССР. Участвовал в борьбе с лесными братьями. С 1954 года — в запасе.
Похоронен в Москве на Введенском кладбище (участок № 29).

## Награды и звания
- Указом Президиума Верховного Совета СССР от 5 ноября 1944 года «О присвоении звания Героя Советского Союза работникам Народного Комиссариата Государственной Безопасности СССР» за образцовое выполнение специальных заданий в тылу противника и проявленные при этом отвагу и геройство Ваупшасову Станиславу Алексеевичу было присвоено звание Героя Советского Союза с вручением ордена Ленина и медали «Золотая Звезда» (№ 5115).
- Награждён четырьмя орденами Ленина, орденами Красного Знамени, Отечественной войны I и II степеней, Трудового Красного Знамени Белорусской ССР 1932  и медалями.

## Память
- В 1977 году именем С. А. Ваупшасова была названа улица в Партизанском районе г. Минска[4].
- 20 ноября 1990 года почтовое ведомство СССР выпустило в обращение серию из пяти почтовых марок работы художника Б. Илюхина, посвящённых советским разведчикам (С. А. Ваупшасов, Р. И. Абель, К. Филби, И. Д. Кудря и К. Т. Молодый)[5]

## Сочинения
- Партизанская хроника. — М., Воениздат, 1959. 1961; 2-е изд. Минск, Беларусь, 1971
- На разгневанной земле. Изд. 2-е. — Минск: Беларусь, 1965.
- [militera.lib.ru/memo/russian/vaupshasov/index.html На тревожных перекрёстках: Записки чекиста.] — М., Политиздат, 1971—1972; 2-е изд. — 1974—1975;. 3-е изд. — М.: Политиздат, 1988